# Maya (Schiff, 1932)
Die Maya (jap. 摩耶) war ein Schwerer Kreuzer der Takao-Klasse der Kaiserlich Japanischen Marine im Zweiten Weltkrieg. Benannt war das Schiff nach dem Berg Maya, Teil der Rokkō-Berge bei Kōbe. Anders als ihre Schwesterschiffe, wurde die Maya im Verlauf ihrer Dienstzeit zum Flugabwehrkreuzer umgebaut.

## Bau und Modernisierungen

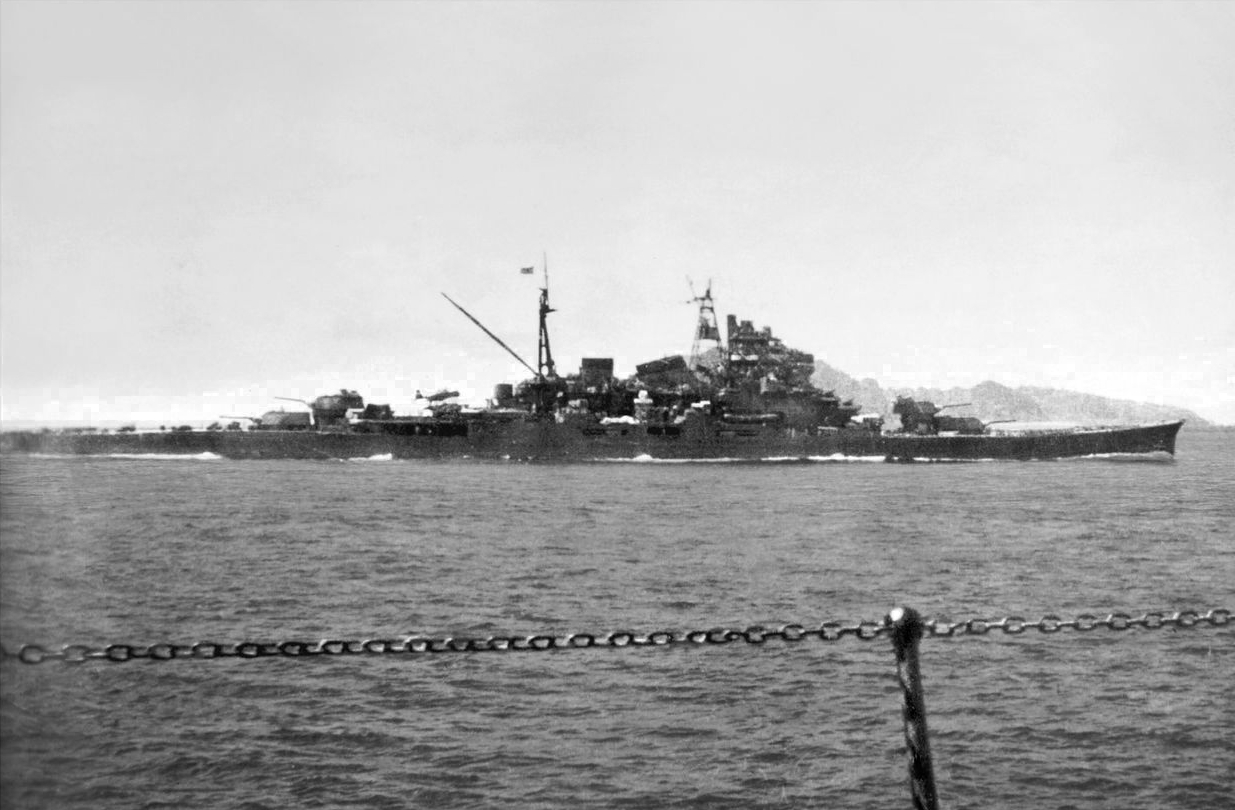
Maya 1944 als Flugabwehrkreuzer

Die Kiellegung der Maya fand am 4. Dezember 1928 auf der Werft von Kawasaki bei Kōbe statt. Nach dem Ende ihrer Bauzeit und Abschluss der Ausrüstung wurde sie vier Jahre später in Dienst gestellt.
Der Kreuzer Maya wurde mehrfach modernisiert.
Die Maya wurde bei einem amerikanischen Luftangriff am 5. November 1943 bei Rabaul schwer beschädigt. Für die Reparaturarbeiten in Yokosuka wurde das Schiff im Dezember 1943 eingedockt und man nutzte die Gelegenheit für einen umfassenden Umbau des Schweren Kreuzers zum Flugabwehrkreuzer.
Der 20,3-cm-Turm „C“ der Hauptartillerie, die 25-mm-L/60 Typ 96 und 12-cm-Flugabwehrkanonen in Zwillings- und Einzellafetten wurden entfernt, ebenso wie die vier Torpedosätze aus je zwei Abschussrohren. Innerhalb der vier Monate, die die Arbeiten dauerten, wurden sechs Typ 89 12,7 cm Zwillingslafetten für die Flugabwehr in größeren Höhen und Entfernungen sowie 66 25-mm-L/60-Maschinenkanonen Typ 96 für die Flugabwehr im Nahbereich installiert. Die Torpedobewaffnung wurde verdoppelt und die vier Torpedosätze aus je zwei Rohren durch vier Sätze mit je vier Rohren ersetzt. Die zusätzlichen zwei Zwillingslafetten der schweren FlaK, die keinen Platz an den Positionen fanden, an denen vorher die 12-cm-Geschütze gestanden hatten, wurden auf Höhe des ehemaligen Turms „C“, je eine an backbord und steuerbord, montiert. Für die zusätzlichen Geschütze wurden mehr Mannschaften benötigt, so dass die Besatzungsstärke nach dem Umbau auf 1.105 Seeleute anwuchs.
Ein auf Magnetron-Technik basierendes Typ-22-Radarsystem mit einer Reichweite von etwa 24 km zur Entdeckung von Überwasserzielen bei einer Wellenlänge von 10 cm wurde bei diesem Werftaufenthalt am Brückenaufbau nachgerüstet.

## Südostasien und Aleuten
Der Kreuzer fuhr zu Kriegsbeginn im Dezember 1941 mehrere Einsätze als Sicherung für Operationen während der japanischen Invasion der Philippinen.
Auf der Suche nach fliehenden alliierten Schiffen, die von Java zu entkommen versuchten, stellte Maya, begleitet von zwei Zerstörern, am 2. März 1942 die Stronghold, einen britischen Zerstörer der S-Klasse, und versenkte ihn. Die japanischen Schiffe verschossen bei dieser Aktion gemeinsam über 1200 Granaten, bevor das Ziel schließlich unterging.
Am 4. März 1942 traf der Flottenverband, bestehend aus der Maya, zweien ihrer Schwesterschiffe und zwei Zerstörern, auf einen Konvoi alliierter Schiffe, der, von Java kommend, Fremantle zu erreichen versuchte. Nachdem der Begleitschutz, bestehend aus der Sloop Yarra, versenkt worden war, wurde der Konvoi völlig aufgerieben. Ein britisches Minensuchboot, ein kleiner Tanker und ein Depotschiff wurden versenkt.
Nach ihrer Rückkehr nach Japan im April 1942, war die Maya für wenige Tage an der Suche nach Doolittles Flotte beteiligt, deren Flugzeuge am 18. April Tokyo angegriffen hatten.
Die Maya nahm nicht an der Schlacht um Midway teil, sondern begleitete im Mai 1942 japanische Konvois, die zu den Aleuten liefen, um Operationen gegen Attu und Kiska durchzuführen.

## Guadalcanal
Am 13. November 1942 begleitete sie als Sicherung eine Kampfgruppe aus drei schweren Kreuzern und einigen kleineren Schiffen, die während der Schlacht um Guadalcanal den dortigen Flugplatz Henderson Field beschießen sollte. Die Flotte, unter dem Kommando von Admiral Mikawa auf dem Kreuzer Chōkai, führte den nächtlichen Angriff durch und setzte sich in Richtung Shortland ab.
Während des Rückzuges aus dem Ironbottom Sound wurde der Flottenverband der Maya am 14. November von Trägerflugzeugen der Enterprise angegriffen. Ein amerikanischer Sturzkampfbomber verfehlte mit seiner Bombe das Schiff, kollidierte aber beim Abfangen seines Sturzfluges mit dem Hauptmast des Kreuzers und stürzte an der Backbordseite auf das Deck. Mehrere dort gelagerte Flugabwehrgranaten explodierten und töteten 37 Seeleute.

## Komandorski-Inseln
Anfang März 1943 wurde die Maya, gemeinsam mit der Nachi, zwei Leichten Kreuzern und Zerstörern, als Geleitschutz einem Versorgungskonvoi für japanische Heerestruppen zugewiesen, die die Inseln Attu in der Nähe der Kommandeurinseln besetzt hielten. Die Amerikaner schickten ihrerseits eine Kampfgruppe aus einem Schweren und einem Leichten Kreuzer sowie vier Zerstörern, um die Japaner abzufangen.
Am 27. März 1943 kam es zur Seeschlacht bei den Komandorski-Inseln. Die Maya erzielte mehrere Treffer auf der Salt Lake City und beschädigte das amerikanische Schiff schwer. Der japanische Kreuzer verschoss auch mehrere Torpedos, die jedoch sämtlich ihre Ziele verfehlten. Der Torpedoangriff des US Zerstörers Bailey auf die Maya wurde rechtzeitig erkannt, und sie konnte den vier Torpedos ausweichen. Die Operation wurde schließlich abgebrochen.

## Rabaul
Die Maya, als Teil von Vizeadmiral Takeo Kuritas 2. Flotte, verließ am 3. November 1943 Truk. Die Amerikaner befürchteten einen Angriff der Flotte auf ihre Landungstruppen, die eine Operation gegen Bougainville durchführten, und beschlossen, die japanische Flotte beim Erreichen ihres Stützpunktes bei Rabaul durch Luftangriffe auszuschalten. Die Task Force 38 startete am 5. November etwa 50 Sturzkampf- und Torpedobomber und ebenso viele Jagdflugzeuge von zwei Flugzeugträgern. Atago und Mogami wurden durch Bomben beschädigt. Die Maya hatte zwar noch Fahrt aufnehmen können und wollte den Hafen verlassen, wurde aber von einer Bombe auf ihrem Achterdeck getroffen, die ein Dauntless-Sturzkampfbomber abgeworfen hatte. Es kam zu einem Feuer auf Höhe des Flugzeugkatapultes an backbord und zahlreichen Sekundärexplosionen, die die darunter liegenden Maschinenanlagen so schwer beschädigten, dass sie manövrierunfähig wurde. Andere Quellen berichten dagegen, die betreffende Bombe habe nach ihrem Abwurf den direkten Weg durch den Schornstein der Maya genommen und sei so mitten im Maschinenraum explodiert.
Nach einer Notreparatur in Rabaul verlegte die Maya nach Japan, um in Yokosuka die schweren Schäden beheben zu lassen und die Flugabwehrbewaffnung verstärken zu lassen. Zwischen Dezember 1943 und April 1944 wurde sie repariert und zum Flugabwehrkreuzer umgebaut.

## Philippinen

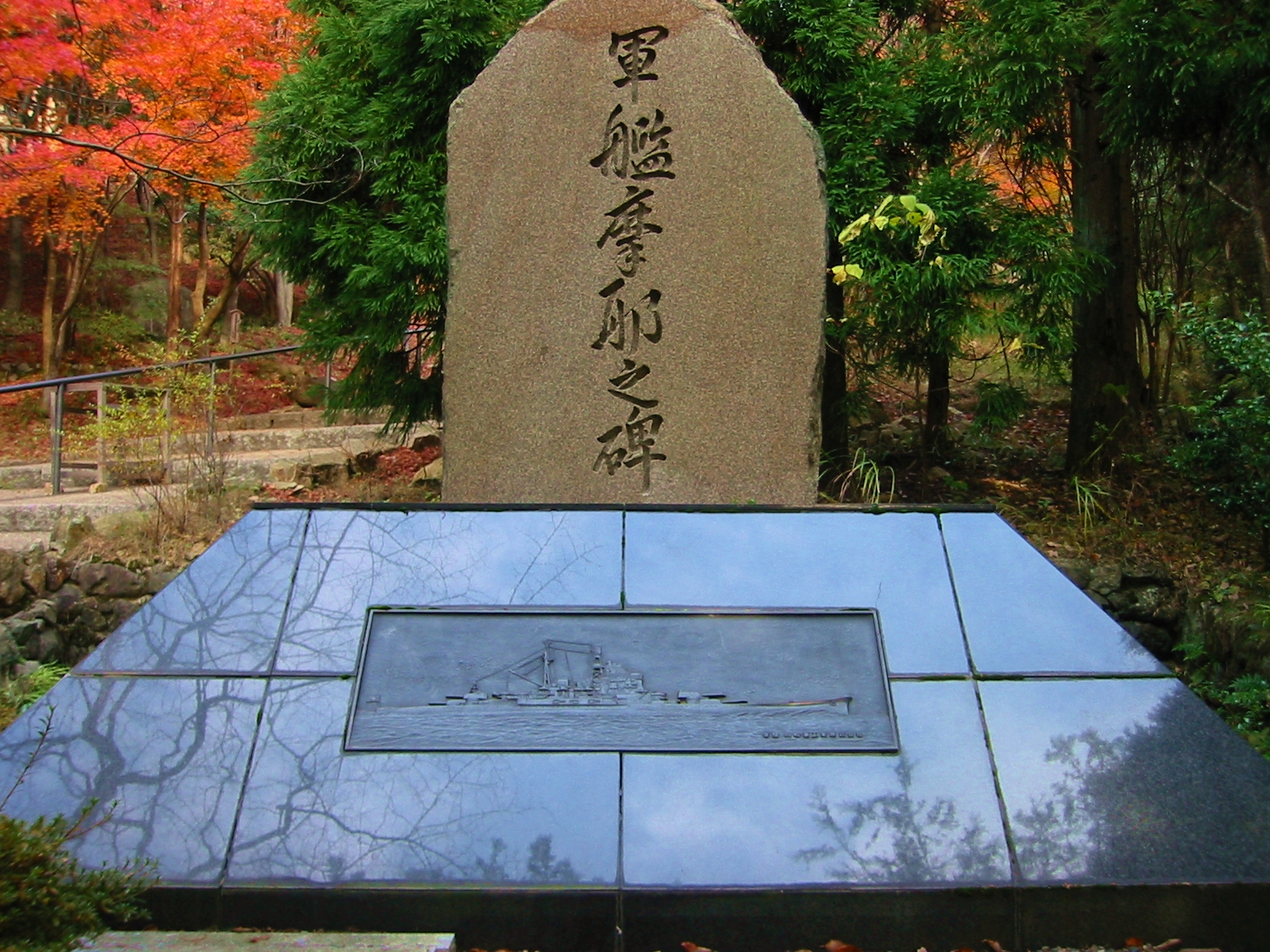
Gedenkstein für die Maya bei Kōbe

Beim Zusammenstellen der Flotten für den japanischen Angriff auf amerikanische Flottenverbände, die im Oktober 1944 eine Landung auf den Philippinen vorbereiteten, wurde die Maya Vizeadmiral Takeo Kuritas 2. Flotte zugeteilt, dem stärksten japanischen Kampfverband in der See- und Luftschlacht im Golf von Leyte.
Nach abgefangenen japanischen Funksprüchen hatte das amerikanische Oberkommando der U-Bootwaffe für den Pazifik (Com-SubSoWesPac) schon am 11. Oktober 1944 zwei U-Boote zur Palawan-Straße beordert, um erwartete Flottenverbände der Japaner anzugreifen.
Nachdem die Flotte, geführt von einem Schwesterschiff der Maya, der Atago, am 22. Oktober Brunei verlassen hatte, nahm sie Kurs in Richtung Palawan. Die Gewässer um die Engstelle der Palawanstraße waren gefährlich und von Riffen und Untiefen durchzogen, so dass Kurita seine Schiffe in einer engen Formation zusammenfasste. Die Großkampfschiffe der Flotte waren in zwei Kolonnen gruppiert. Die Steuerbordkolonne, geführt von Myoko, gefolgt von Haguro, Maya und den Schlachtschiffen Yamato und Musashi, war nach außen durch vier Zerstörer abgeschirmt. Der Verband fuhr Zick-Zack-Kurse, um U-Boot-Angriffe zu erschweren.
Das amerikanische U-Boot Dace hatte den Verband am Morgen des 23. Oktober entdeckt, und sein Kommandant hielt die Maya irrtümlich für ein Schlachtschiff. So ließ er die Myoko und die Haguro passieren und schoss einen Torpedofächer auf den Schweren Kreuzer ab und traf die Maya mit drei Torpedos.
Die Maya entwickelte sofort eine starke Schlagseite und wurde, nur zehn Minuten nach den Treffern, durch eine schwere Explosion zerstört.
Der Zerstörer Akishimi rettete 769 Überlebende und transportierte sie auf das Schlachtschiff Musashi. 335 Seeleute und der Kommandant waren beim Angriff, der Explosion und dem Untergang der Maya umgekommen. Ein Gedenkstein bei Kōbe erinnerte heute an Schiff und Besatzung.

## Wrack
Das Forschungsschiff Petrel des verstorbenen Paul Allen ortete das Wrack am 19. April 2019 in etwa 1850 m Tiefe. Das Schiff sitzt größtenteils aufrecht auf dem Meeresboden, mit Ausnahme des abgerissenen Bugs.

## Liste der Kommandanten
| Nr. | Name                               | Beginn der Amtszeit | Ende der Amtszeit  | Bemerkungen                                      |
| --- | ---------------------------------- | ------------------- | ------------------ | ------------------------------------------------ |
| 1.  | Kapitän zur See Morimoto Jo        | 30. Juni 1932       | 1. Dezember 1932   | ab 8. November 1930 mit der Baubelehrung betraut |
| 2.  | Kapitän zur See Yamamoto Koki      | 1. Dezember 1932    | 15. November 1933  |                                                  |
| 3.  | Kapitän zur See Niimi Masaichi     | 15. November 1933   | 15. November 1934  |                                                  |
| 4.  | Kapitän zur See Ozawa Jisaburō     | 15. November 1934   | 28. Oktober 1935   |                                                  |
| 5.  | Kapitän zur See Moizumi Shinichi   | 28. Oktober 1935    | 1. Dezember 1936   |                                                  |
| 6.  | Kapitän zur See Oshima Kenshiro    | 1. Dezember 1936    | 15. November 1937  |                                                  |
| 7.  | Kapitän zur See Suzuki Yoshio      | 15. November 1937   | 15. November 1938  |                                                  |
| 8.  | Kapitän zur See Nakahara Yoshimasa | 15. November 1938   | 15. November 1939  |                                                  |
| 9.  | Kapitän zur See Ōsugi Morikazu     | 15. November 1939   | 15. April 1941     |                                                  |
| 10. | Kapitän zur See Izaki Shunji       | 15. April 1941      | 11. August 1941    |                                                  |
| 11. | Kapitän zur See Nabeshima Shunsaku | 11. August 1941     | 30. September 1942 |                                                  |
| 12. | Kapitän zur See Matsumoto Takeshi  | 30. September 1942  | 16. Oktober 1943   |                                                  |
| 13. | Kapitän zur See Kato Yoshio        | 16. Oktober 1943    | 26. Dezember 1943  |                                                  |
| 14. | Kapitän zur See Oe Ranji           | 26. Dezember 1943   | 23. Oktober 1944   |                                                  |